# Stroke Play
Stroke Play (juego por golpes) es una modalidad de puntuación en el deporte del golf en el que el número total de golpes se cuenta en una o más rondas de 18 hoyos, a diferencia del Match Play, en el que el jugador, o equipo, gana un punto por cada hoyo en el que ha superado a sus oponentes. En el juego por golpes, el ganador es el jugador que ha ejecutado la menor cantidad de golpes en el transcurso de la ronda o rondas.
Aunque la mayoría de los torneos profesionales se juegan utilizando el sistema de puntuación por golpes, existen algunas excepciones notables, por ejemplo, el WGC-Accenture Match Play Championship y el Volvo World Match Play Championship, así como la mayoría de los eventos por equipos, por ejemplo, la Ryder Cup que están en formato Match Play. Algunos, como The Players, un antiguo evento del PGA Tour, han utilizado un sistema stableford modificado.

## Puntuación
Los jugadores registran el número de golpes realizados en cada hoyo y los suman al final de una ronda o rondas determinadas. El jugador con el total más bajo es el ganador. En las competiciones de hándicap, los jugadores restarían sus hándicaps del puntaje total (bruto) para generar sus puntajes netos, y el jugador con el puntaje neto más bajo es el ganador.
Las puntuaciones se pueden informar en relación con el par para facilitar la comparación con las puntuaciones de otros golfistas. Por ejemplo: un jugador cuya puntuación es de tres golpes sobre el par después de un hoyo dado, aparecerá como "+3" en el marcador.
Si se produce un empate en el primer lugar, se puede desear determinar un ganador absoluto. Dos de los métodos más comunes son el  playoff y el conteo de tarjetas de puntuación.

### Cortes
La mayoría de los torneos imponen un corte, que en un torneo típico de 72 hoyos se realiza después de 36 hoyos. El número de jugadores que "pasan el corte" depende de las reglas del torneo: en un evento típico del PGA Tour, los 65 mejores (antes 70) profesionales o amateurs (más empates) después de 36 hoyos. Cualquier jugador que obtenga una puntuación más alta que la "línea de corte", "pierde el corte" y no participará más en el torneo.
Los torneos pueden emplear también otro corte después de 54 hoyos en el caso de que un gran número de jugadores hagan el corte de 36 hoyos. Los jugadores a los que les falta este corte, se designan como "corte hecho, no terminado" (MDF). El PGA Tour empleó un corte secundario antes de reducir la línea de corte al top 65 para el PGA Tour 2019-2020. 

### Playoff
Uno de los métodos más comunes para resolver los empates es mediante un desempate, en el que los jugadores que han empatado en el liderato vuelven a jugar un número determinado de hoyos. Si siguen estando empatados después de esos hoyos, también se pueden jugar más hoyos de muerte súbita hasta que surja un ganador.
Los empates en el golf profesional se resuelven generalmente mediante un desempate. Los diferentes torneos tienen varios formatos para sus playoffs, que van desde otra ronda completa, como se emplea en los Estados Unidos. EE. UU. Open, hasta un desempate de tres o cuatro hoyos como se usa en el Campeonato de la PGA y Abierto Británico de Golf, o hasta la muerte súbita directa, que se usa en la mayoría de los torneos, incluido el The Masters y todos los demás eventos regulares PGA Tour y European Tour. En los formatos de playoffs más largos, si al menos dos jugadores permanecen empatados después de tal playoff, el juego generalmente continúa en formato de muerte súbita.

#### Cuenta atrás
Un método para resolver empates que se aplica de ordinario en las competiciones de aficionados, sobre todo cuando un desempate no es práctico y que se usa en torneos profesionales para sembrar jugadores en rondas eliminatorias (como el World Super 6 en Perth, Australia) consiste en una tarjeta de puntuación "cuenta atrás", mediante la cual el jugador con la puntuación acumulada más baja en los últimos 18, 9, 6, 3 o 1 hoyo(s) es declarado ganador.